# 几内亚湾委员会
几内亚湾委员会目前包括八个成员国，分别是：安哥拉、喀麦隆、刚果（布）、加蓬、赤道几内亚、尼日利亚、剛果（金）及圣多美和普林西比。
该委员会由2006年8月25日在加蓬首都利伯维尔举行的几内亚湾国家首脑会议上宣布成立，总部设在安哥拉。该委员会主要负责对几内亚湾国家间涉及石油开发和水产资源等方面的纠纷进行磋商和调解。